# 削減経
削減経（さくげんきょう、巴: Sallekha-sutta, サッレーカ・スッタ）とは、パーリ仏典経蔵中部に収録されている第8経。
類似の伝統漢訳経典としては、『中阿含経』（大正蔵26）の第91経「周那問見経」がある。
釈迦によって、サーリプッタ（舎利弗）の弟であるチュンダに対して、瞑想時における戒めが述べられる。世間（loka）で見られる様々な見解（ditti）について、釈迦が正智をもって遮断すべき44項目を説く。

## 構成

### 登場人物
- 釈迦
- チュンダ

### 場面設定
ある時、釈迦は舎衛城祇園精舎に滞在していた。
チュンダは釈迦に対して、世間で出回っている様々な我（atta）および世間（loka）論に関する見解（diṭṭhi）を、どうすれば捨断できるようになるかを問う。
釈迦は44項目の戒めを繰り返し挙げ、般涅槃への教誡とすると説く。

## 内容
比丘が削減すべき44項目を挙げていく。

Idha kho pana vo cunda sallekho karaṇīyo: pare vihiṃsakā bhavissanti. Mayamettha avihiṃsakā bhavissāmāti sallekho karaṇīyo.

しからばチュンダよ、あなたたちはこのように削減（sallekho）すべきである。	
Pare pāṇātipātī bhavissanti, mayamettha pāṇātipātā paṭiviratā bhavissāmāti sallekho karaṇīyo.

「他の者たち（Pare）は害する者となるだろうが、我々は害さざる者（アヒンサー）になろう」と、削減（sallekho）されるべし。

1. 他人は他者を害する（vihiṃsaka）が、我々は加害者にならない者（アヒンサー）になろう。
2. 他人は殺生する（pāṇātipātin）が、我々は殺生から離れた者になろう。
3. 他人は与えられていないものを取る（adinnādāyin）が、我々は与えられていないものを取らない者になろう。
4. 他人は性的な関係を持つ（abrahmacārin）が、我々は禁欲者（brahmacārī）になろう。
5. 他人は妄語する（musāvādin）が、我々は嘘をつかない者になろう。
6. 他人は両舌する（pisuṇāvācā; 陰口）が、我々は両舌しない者になろう。
7. 他人は悪口する（pharusāvācā; 暴言）が、我々は悪口しない者になろう。
8. 他人は綺語する（samphappalāpin; 無駄話）が、我々は綺語しない者になろう。
9. 他人は貪欲である（abhijjhālū）が、我々は貪欲にならない者になろう。
10. 他人は瞋恚心をもつ（byāpannacitta）が、我々は瞋恚しない者になろう。
11. 他人は邪見を持つ（micchādiṭṭhi）が、我々は正見（sammādiṭṭhi）を持てる者になろう。
12. 他人は邪思惟する（micchāsaṅkappa）が、我々は正思惟（sammāsaṅkappa）を持てる者になろう。
13. 他人は邪語する（micchāvācā）が、我々は正語（sammāvācā）を語る者になろう。
14. 他人は邪業する（micchākammanta）が、我々は正業（sammākammanta）をする者になろう。
15. 他人は邪命する（micchāミ-ājīva）が、我々は正命（sammā-ājīva）をする者になろう。
16. 他人は邪精進する（micchāvāyāma）が、我々は正精進（sammāvāyāma）をする者になろう。
17. 他人は邪念を持つ（micchāsati）が、我々は正念（sammāsati）を持てる者になろう。
18. 他人は邪定を育む（micchāsamādhi）が、我々は正定（sammāsamādhi）を育む者になろう。
19. 他人は邪智者です（micchāñāṇin）が、我々は正智者（sammāñāṇin）になれる者になろう。
20. 他人は邪解脱をめざす（micchāvimutti）が、我々は正解脱（sammāvimutti）をめざす者になろう。
21. 他人は惛沈（thīna）と惛眠（middha）に囚われるが、我々は惛沈と惛眠を断ち切る者になろう。
22. 他人は掉挙する（uddhatā）が、我々は掉挙しない者になろう。
23. 他人は懐疑的（vecikicchin）だが、我々は懐疑を断ち切る者になろう。
24. 他人は忿怒する（kodhana）が、我々は忿怒しない者になろう。
25. 他人は怨恨する（upanāhin）が、我々は怨恨しない者になろう。
26. 他人は偽善する（makkhin）が、我々は偽善しない者になろう。
27. 他人は悩害する（paḷāsin）が、我々は悩害しない者になろう。
28. 他人は嫉妬する（issukin）が、我々は嫉妬しない者になろう。
29. 他人は物惜しむ（maccharin; 慳吝）が、我々は物惜しまない者になろう。
30. 他人は見栄を張る（saṭha; 諂）が、我々は見栄を張らない者になろう。
31. 他人は善人ぶる（māyāvin; 誑）が、我々は善人ぶらない者になろう。
32. 他人は強情（thaddha）だが、我々は強情にならない者になろう。
33. 他人は高慢（atimānin）だが、我々は高慢にならない者になろう。
34. 他人は反抗的（dubbaca）だが、我々は素直（suvaca）になる者になろう。
35. 他人は悪友とつきあう（pāpamitta）が、我々は善友とつきあう（kalyāṇamitta）者になろう。
36. 他人は放逸する（pamatta）が、我々は不放逸（appamatta）者になろう。
37. 他人は信を持たない（assaddhā）が、我々は信（saddhā）を持つ者になろう。
38. 他人は悪を恥じない（ahirika; 慚）が、我々は悪を恥じる（hirimant）者になろう。
39. 他人は悪を怖れない（anottāpin; 愧）が、我々は悪を怖れる（ottāpin）者になろう。
40. 他人は浅学（appassuta）だが、我々は多聞（bahussuta）者になろう。
41. 他人は懈怠（kusīta）だが、我々は精進する（āraddhaviriya）者になろう。
42. 他人は失念する（muṭṭhassati）が、我々は常に念ある（upaṭṭhitasati）者になろう。
43. 他人は悪慧（duppañña）だが、我々は智慧の備わった（paññāsampanna）者になろう。
44. 他人は自らの見に固執し、捨てられないでいる（sandiṭṭhiparāmāsi-ādhānagāhi-duppaṭinissaggin）が、我々は自見るに固執せず捨てられる（asandiṭṭhiparāmāsi- ānadhānagāhi-suppaṭinissaggin）者になろう。

同じ44項目を繰り返し挙げ、これらは回避のためになると説く。

Evameva kho cunda vihiṃsakassa purisapuggalassa avihiṃsā hoti parikkamanāya
そのようにチュンダよ、害する人にとって不害（アヒンサー）は、回避（parikkamanāya）のためになるのである。

この44項目によって、誤った道から、正しい道に回避できると説く。

So vata cunda attanā palipapalipanno paraṃ palipapalipannaṃ uddharissatīti netaṃ ṭhānaṃ vijjati. So vata cunda, attanā apalipapalipanno paraṃ palipapalipannaṃ uddharissatīti ṭhānametaṃ vijjati. 
チュンダよ、自ら泥沼に落ちた者が、泥沼に落ちた他の者を引き上げるということはありえないのだ。しかしチュンダよ、自ら泥沼に落ちていない者であれば、泥沼に落ちた他の者を引き上げるということは、ありえるのだ。
So vata cunda attanā adanto avinīto aparinibbuto paraṃ damessati vinessati parinibbāpessatīti netaṃ ṭhānaṃ vijjati. So vata cunda attanā danto vinīto parinibbuto paraṃ damessati vinessati parinibbāpessatīti ṭhānametaṃ vijjati.
（それと同様に）チュンダよ、調御・教導・般涅槃していない者が、他の者を調御・教導・般涅槃させるということはありえない。しかしチュンダよ、調御・教導・般涅槃に達した者が、他の者を調御・教導・般涅槃させるということは、ありえるのだ。

同じ44項目を繰り返し挙げ、これらは回避のためになると説く。

Evameva kho cunda vihiṃsakassa purisapuggalassa avihiṃsā hoti parinibbānāya. 

そのようにチュンダよ、害する人にとって、不害（アヒンサー）は、般涅槃のためになるのである。

## 日本語訳
- 『南伝大蔵経・経蔵・中部経典1』（第9巻） 大蔵出版
- 『パーリ仏典 中部（マッジマニカーヤ）根本五十経篇I』 片山一良訳 大蔵出版
- 『原始仏典 中部経典1』（第4巻） 中村元監修 春秋社